# ویکی‌پدیای لری شمالی
ویکی‌پدیای لری شمالی نسخهٔ زبان لری شمالی وبگاه ویکی‌پدیا بود.
ویکی‌پدیای زبان لری شمالی در ۲۷ ژوئن ۲۰۱۸، با ۵٬۳۶۱ مقاله، صد و هفتاد و دوم بود ولی این ویکی‌پدیا در ژوئن ۲۰۲۱ غیرفعال شد و هم‌اکنون هیچ مقاله‌ای در این دامنه در دسترس نیست.